# Hertugdømmet Opole
Hertugdømmet Opole var et af mange schlesiske hertugdømmer, der blev regeret af Piast-slægten. Det lå i Øvre Schlesien og var opkaldt efter hovedbyen Opole.
Efter at Bolesław 1. den Høje og hans bror Mieszko 4. af Opole med støtte fra kejser Frederik Barbarossa havde overtaget deres schlesiske arv, delte de det i de to hertugdømmer Wrocław og Racibórz. Bolesław havde egentlig til hensigt testamentere Wrocław samlet til sin søn af andet ægteskab Henrik 1. den Skæggede, hvilket hans ældste søn Jarosław protesterede over. Efter lang tids strid i 1172 blev hertugdømmet Opole etableret med Jarosław som dets første hertug. Til gengæld for det forpligtede han sig til at påtage sig en gejstlig karriere, så han blev biskop af Wrocław i 1198.
Da hertug Jarosław døde i 1201, gik Opole-området tilbage til hans far Bolesław og blev for en kort periode igen en del af Wrocław. Imidlertid døde Bolesław kort efter, og i 1202 blev Opole overtaget af Bolesławs bror Mieszko 4. af Racibórz, som lagde det ind under sit eget hertugdømme, som dermed blev til det øvre schlesiske hertugdømme Opole og Racibórz. 
Efter Mieszkos barnebarn Władysław Opolskis død i 1281, opdelte hans sønner igen hertugdømmet, så Opole blev uafhængigt med Kasimir af Opole og hans bror Bolko 1. af Opole, der deltes om magten. Det skete samtidig med etableringen af hertugdømmerne Bytom og Cziesyn i det område, der tidligere udgjorde Racibórz. I 1327 blev Opole vasalstat til kongeriget Bøhmen under Johan den Blinde.
Hertugdømmet kom ud for mange grænseændringer i de følgende mange år, og oftest blev Opole indskrænket indtil midten af det 15. århundrede, hvor det begyndte at vokse igen. På et tidspunkt blev det så stort, at hertugdømmet Opole og Racibórz opstod igen under Jan 2. den Gode i 1521. Jan døde uden at have efterkommere, hvorpå Opole-linjen af Piast-slægten var uddød. Det betød, at Opole og Racibórz blev len under Bøhmens krone. Det tilfaldt nu markgreve Georg af Brandenburg-Ansbach fra Hohenzollern-slægten. Denne havde nemlig i 1522 indgået en arveaftale med Jan og fik slutteligt samtykke fra den bøhmiske konge Ferdinand 1. af Habsburg. I perioden 1645 til 1666 var lenet taget i pant af den polske Vasa-slægt, hvorefter det gik tilbage til de habsburgske bøhmiske konger. Til slut blev Opole i 1742 annekteret af kongeriget Preussen og blev en fast del heraf.
50°40′N 17°55′Ø / 50.67°N 17.92°Ø